# Miroslav Onufer
Miroslav Onufer (* 30. března 1963) je bývalý český fotbalista, obránce. Po skončení aktivní kariéry působí jako trenér na regionální úrovni.

## Fotbalová kariéra
V československé a české lize hrál za Baník Ostrava, ZVL Považská Bystrica, TJ Vítkovice, FC Kaučuk Opava a FC Karviná. Nastoupil ve 122 ligových utkáních a dal 3 góly. Ve druhé nejvyšší soutěži hrál i za TJ VP Frýdek-Místek a FK Baník Havířov.

## Ligová bilance
| Ročník                                      | Zápasy | Góly | Klub                  |
| ------------------------------------------- | ------ | ---- | --------------------- |
| Česká národní fotbalová liga 1981/82        | 11     | 1    | TJ VP Frýdek-Místek   |
| Česká národní fotbalová liga 1982/83        | 28     | 2    | TJ VP Frýdek-Místek   |
| Česká národní fotbalová liga 1985/86        | 30     | 3    | TJ VP Frýdek-Místek   |
| Česká národní fotbalová liga 1986/87        | 28     | 7    | TJ VP Frýdek-Místek   |
| 1. československá fotbalová liga 1987/88    | 25     | 0    | TJ Baník Ostrava OKD  |
| 1. československá fotbalová liga 1988/89    | 17     | 0    | TJ Baník Ostrava OKD  |
| 1. československá fotbalová liga 1989/90    | 1      | 0    | TJ Baník Ostrava OKD  |
| 1. československá fotbalová liga 1989/90    | 6      | 0    | ZVL Považská Bystrica |
| 1. slovenská národní fotbalová liga 1990/91 | -      | -    | ZVL Považská Bystrica |
| 1. československá fotbalová liga 1991/92    | 16     | 1    | TJ Vítkovice          |
| 1. československá fotbalová liga 1992/93    | 21     | 0    | SSK Vítkovice         |
| 2. česká fotbalová liga 1993/94             | -      | 0    | FC Kaučuk Opava       |
| 2. česká fotbalová liga 1994/95             | -      | 1    | FC Kaučuk Opava       |
| 1. česká fotbalová liga 1995/96             | 23     | 1    | FC Kaučuk Opava       |
| 1. česká fotbalová liga 1996/97             | 13     | 0    | FC Karviná            |
| 2. česká fotbalová liga 1996/97             | 13     | 3    | FK Baník Havířov      |
| CELKEM                                      | 122    | 3    |                       |